# 호스펜탈
호스펜탈(로만슈어: Oschpidall 오쉬피달)은 스위스 우리주의 자치체이다.

## 역사
호스펜탈은 1285년에 Hospenthal로 처음 언급되었다. 1499년에는 라틴어 이름으로 Hospicium으로, 1616년에는 Spithal로 언급되었다.

## 지리학

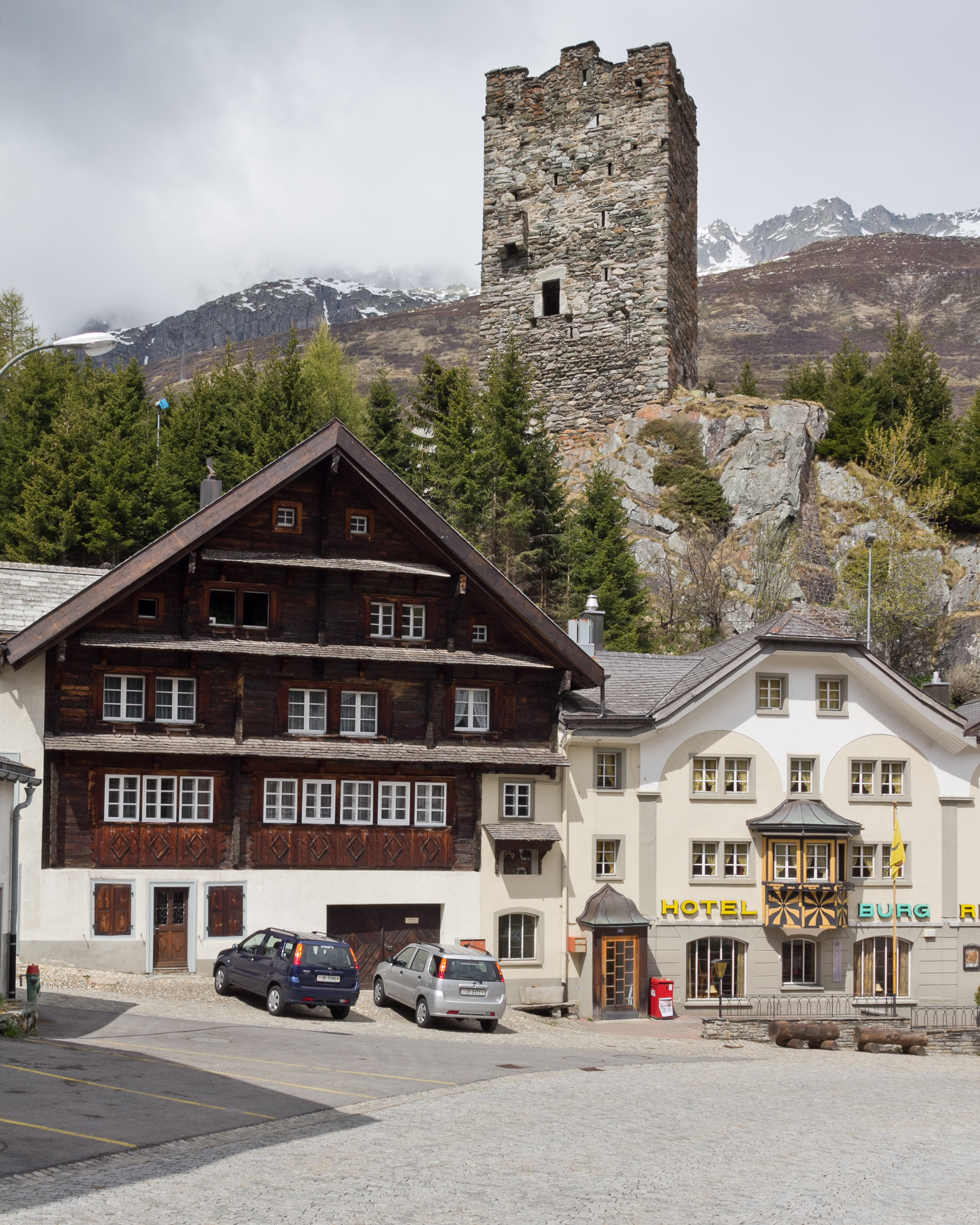
탑과 호텔 부르크

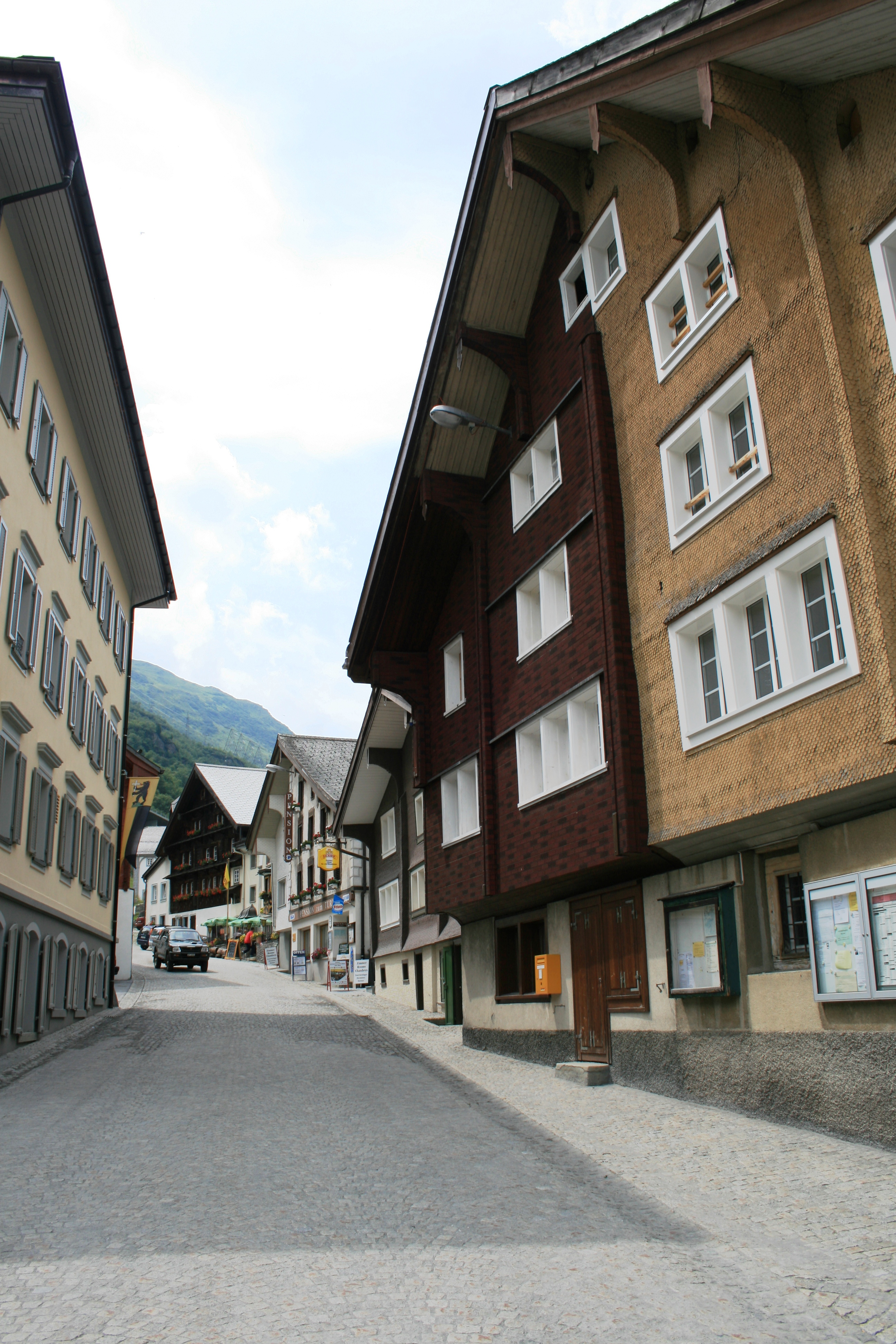
호스펜탈 마을

공중뷰 (1963)

호스펜탈의 면적은 2006년 기준으로 35k㎡이다. 이 면적 중 32.3%가 농업용으로 사용되며, 9.7%는 산림이다. 나머지 토지 중 1.4%는 정착지(건물 또는 도로)이고, 나머지(56.6%)는 불모지(강, 빙하 또는 산)이다. 1993/97 토지 조사에서, 전체 토지 면적의 0.8%는 숲이 우거진 반면 8.9%는 작은 나무와 관목으로 덮여 있다. 농경지 중 5.3%는 과수원이나 덩굴 작물에 사용되며, 27.1%는 고산 목초지에 사용된다. 정착지 중 0.1%는 건물로, 0.3%는 특별 개발로, 1.0%는 교통 기반 시설로 분류된다. 비생산적인 지역 중 0.1%는 비생산적인 고인 물(연못 또는 호수), 1.1%는 비생산적인 흐르는 물(강), 34.9%는 초목이 자라기에 너무 바위가 많고, 20.5%는 기타 비생산적인 토지이다.
시정촌은 푸르카 고개와 고트하르트 고개의 교차로에 있는 우르제렌이라는 계곡에 위치하고 있다. 그것은 호스펜탈의 선상취락과 춤도르프라는 작은 마을로 구성되어 있다.

## 인구통계
호스펜탈의 인구(2020년 12월 31일 기준)는 182명이다. 2007년 기준으로 인구의 1.4%가 외국인이다. 지난 10년 동안 인구는 -8.6%의 비율로 감소했다. 2000년 기준, 인구 대부분은 독일어(97.6%)를 사용하며, 라에티아계 로만슈어가 두 번째로 많이 사용(1.5%)되고, 이탈리아어가 세 번째(0.5%)로 사용된다. 2007년 현재 인구의 성별 분포는 남성 50.9%, 여성 49.1%이다.
2007년 연방 선거에서 FDP 정당은 94.3%의 득표율을 얻었다.
호스펜탈에서는 인구의 약 50%(25-64세)가 필수가 아닌 고등 교육 또는 추가 고등 교육(대학 또는 응용학문대학)을 완료했다.
호스펜탈의 실업률은 0.33%이다. 2005년 기준으로 1차 경제 부문에 19명이 고용되어 있고, 이 부문에 약 8개 기업이 참여하고 있다. 4명이 2차 부문에 고용되어 있고, 이 부문에 2개의 기업이 있다. 30명이 3차 부문에 고용되어 있으며, 이 부문에는 13개의 기업이 있다.
역사적 인구는 다음 표에 나와 있다.
| 년도 | 인구    |
| ---- | ------- |
| 1700 | 34 가구 |
| 1734 | 84      |
| 1799 | 368     |
| 1850 | 424     |
| 1900 | 290     |
| 1950 | 282     |
| 1970 | 285     |
| 1980 | 242     |
| 1990 | 202     |
| 2000 | 206     |
| 2005 | 220     |
| 2007 | 212     |
| 2008 | 189     |
| 2010 | 177     |
| 2014 | 196     |

## 탑

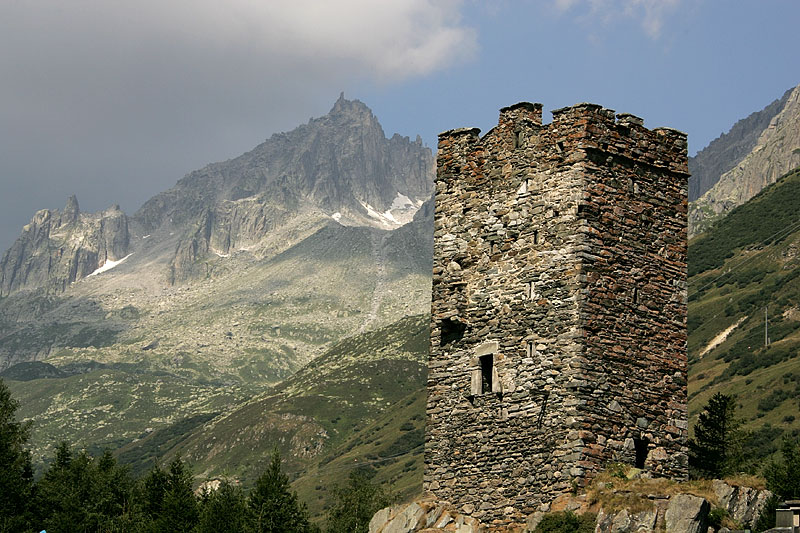
호스펜탈 탑 유적

이 탑은 13세기에 호스펜탈 가문을 위해 지어졌으며, 동시에 기록에 처음 언급되었다. 마을을 지배하고 있었으며, 수세기 동안 중앙 고산 통신의 연결 고리로서 우르제른탈 계곡의 중요성을 상기시킨다. 이제 바닥이 없어 원래는 감시탑으로 사용되었으며, 측면에 외부 덮개가 있는 플랫폼이 있었다.

## 교회
마리아 히멜파르트 가톨릭 교회는 바르톨로마우스 슈미트가 1705-11년에 지었다. 바로크 양식의 건물에는 안데르마트에 있는 동일한 건축가의 교구 교회와 같이 외부 블라인드 아치가 있다.

## 하우스 뮐러 롬바르디
마을에서 가장 중요한 역사적 집은 최근에 복원된 뮐러 가문의 귀족 가문의 저택으로 현지에서는 하우스 뮐러-롬바르티로 알려져 있다. 왜냐하면 그곳에 살았던 마지막 가족인 리나 뮐러(1978년 사망)가 카를의 19번째 자녀였기 때문이다. 알로이스 뮐러와 제노베파 롬바르디. 그녀는 미국 초상화 화가인 그녀의 형제 아돌포 뮐러 우리가 하우스 뮐러 자체의 보존을 위해 설립한 신탁회사의 일부가 아닌 우르제렌의 토지와 건물(하우스 베제믈리와 같은)을 보존하기 위해 신탁회사를 설립했다.
요한 카스파 뮐러를 위해 1687년에 세워진 이 집은 지붕이 이제 원래 모양으로 돌아갔고 이제 원래의 빨간색 외관과 매력적으로 장식된 녹색 페인트 창을 드러낸다. 집 내부에는 요한 카스파 뮐러, 그의 아들 요한 세바스티안 뮐러와 그의 아내의 초상화뿐만 아니라 로렌츠 유스틴 리츠와 펠릭스 마리아 디오크의 이 저명한 지역 가족 구성원의 다른 초상화가 있다. 교황 베네딕토 15세와 비오 12세의 초상화를 포함하여 미국 초상화 화가인 아돌포 뮐러 우리의 작품도 있다.

## 스키장
호스펜탈에는 2007년부터 사용이 중단된 빈터호른이라는 산이 있다. 사용하던 2인승 체어리프트와 T바가 그대로 남아 있다. 그것은 스키아레나 안데르마트-세드룬의 일부였다.